# 더 마린 2
《더 마린 2》(The Marine 2)는 2009년 공개된 미국의 액션 스릴러 영화로, 2006년 영화 《더 마린》의 속편이다.

## 줄거리
해병대 근무하는 조는 휴가차 아내 로빈에게 가려 하는데 로빈은 프로젝트 때문에 같이 여행겸 일을 이해해 달라고 하며 조와 같이 동행한다.
여름휴양의 장소로 근사한 섬에 자가발전기및 지열시스템 등등 친환경 휴양지를 개발하는 프로젝트에서 그들은 좋은 시간을 보내려 한다. 악당들이 섬으로 들어 닥치고 점거하고 살인을 저지르는데 조는 아내를 구하기 위해 고군분투하게 된다

## 출연

### 주연
- 테드 디비아시 주니어
- 테무에라 모리슨
- 라라 콕스
- 로버트 콜비
- 마이클 루커

### 조연
- 켈리 B. 존스
- 사하작 본다나킷
- 돔 헤트라쿨
- 포노마레바 마리나
- 레번 깁스
- 치운 말헬브
- 애블 워너마콕
- Thienchai Jayasvasti Jr.
- 셍 카위
- 퐁사나트 빈시리
- 수포이 카오웡
- Masapan Sunathrai
- 마사미 코사카
- 조시아 D. 리
- 닉 대시
- 캐머런 피어슨

## 기타
- 미술: 서차타넌 카이 커라디
- 세트: 위툰 수앙야이
- 의상: 수라삭 와라히차로엔